# Blackburneus optatoides
Blackburneus optatoides är en skalbaggsart som beskrevs av Bengt-Olof Landin 1967. Blackburneus optatoides ingår i släktet Blackburneus och familjen Aphodiidae. Inga underarter finns listade.